# Erotyki (Kniaźnin)
Erotyki – zbiór erotyków Franciszka Dionizego Kniaźnina wydany w dwóch tomach w 1779 w Warszawie.
Zbiór podzielony jest na 10 ksiąg, zawierających ponad 350 utworów. Kniaźnin wykorzystał różne wzory literackie, jak antyczna elegia, anakreontyk, utwory Petrarki, barokowa liryka staropolska, poezja francuska XVII i XVIII w. Sam autor nie był zadowolony z wierszy i systematycznie niszczył opublikowane tomy, w związku z czym zachowało się niewiele egzemplarzy. Niektóre teksty wielokrotnie przerabiał. Erotyki Kniaźnina były etapem rozwoju liryki miłosnej, prowadzącym do romantycznej poezji erotycznej.